# Катерлез (река)
Катерле́з (также Катерлезская, Катарлезка, Гнилой ручей; укр. Катерлез, крымскотат. Qıdırlez, Къыдырлез) — маловодная река (балка) на востоке Керченского полуострова, левый приток реки Мелек-Чесме. Длина водотока 10,0 км, площадь водосборного бассейна 45,3 км², относится в группе рек Керченского полуострова. Начало реки находится юго-восточнее горы Арарат, течёт, в основном, на юго-восток, в той части называемая балка Петренко. Проходит через село Войково (до 1945 года Катерлез), впадая в Мелек-Чесме в 1 километре от устья в районе автовокзала Керчи. Ранее Катерлез впадал в Мелек-Чесме намного ниже, у самого моря, где обе реки образовавали болотистую пойму, в нынешнее место устье переместили после строительства в 1834 году канала. В советское время русло заключили в трубу. У Катерлеза 8 притоков, из них две левые имеют собственные названия: Горькая впадает в 1 км севернее села Войково, Глубокая ещё в 1 километре выше по течению.